# Cornwall (Pennsylvania)
Cornwall is een plaats (borough) in de Amerikaanse staat Pennsylvania, en valt bestuurlijk gezien onder Lebanon County.

## Demografie
Bij de volkstelling in 2000 werd het aantal inwoners vastgesteld op 3486. In 2006 is het aantal inwoners door het United States Census Bureau geschat op 3463, een daling van 23 (-0,7%).

## Geografie
Volgens het United States Census Bureau beslaat de plaats een oppervlakte van 25,6 km², waarvan 25,3 km² land en 0,3 km² water.

## Plaatsen in de nabije omgeving
De onderstaande figuur toont nabijgelegen plaatsen in een straal van 8 km rond Cornwall.